# Stephen Krasner
Pour les articles homonymes, voir Krasner.
Stephen Krasner, né en 1942, est un professeur de relations internationales à l'université Stanford et fut directeur de la planification politique au département d'État des États-Unis (le ministère des Affaires étrangères américain) de 2005 à 2007.
Il étudie les questions de défaillance du marché et la répartition des conflits dans l'économie politique internationale. Il s'intéresse aux pratiques historiques de la souveraineté, en particulier l'autonomie interne et la non-intervention.

## Le néoréalisme
Stephen Krasner est proche du mouvement néoréaliste dans l'étude des relations internationales et partage ainsi de nombreux points communs avec des auteurs comme Kenneth Waltz ou John Mearsheimer.
L’un des principaux apports de Stephen Krasner à la science politique a été de définir les régimes internationaux comme « des principes, normes, règles et procédures des prises de décision implicites et explicites autour desquels les attentes des acteurs convergent dans un domaine donné ».

## Le pouvoir exécutif
Dans Are Bureaucracies Important? (1972) Stephen Krasner soutient que les procédures et les politiques bureaucratiques ne façonnent pas la politique étrangère des États-Unis. En fait pour lui c'est un président au pouvoir qui conduit la politique. Il note aussi que les politiques bureaucratiques sont dangereuses « car elles minent les bases de la démocratie en libérant les officiels de haut rangs de leurs responsabilités ». Pour lui les théoriciens de la bureaucratie voient les décisions d'un petit groupe d'acteurs comme forgeant à travers les processus bureaucratiques la politique étrangère en ne laissant aucun rôle aux officiels de haut rang (aux élus politiques notamment). Pour Krasner, c'est une théorie dangereuse car elle donne à ceux qui dirigent des excuses pour leurs échecs et offre au public une vision biaisée des pouvoirs réels du président. Il définit les objectifs politiques d'un État comme étant en lien direct avec ce que pense le président être l'intérêt national, avec ses buts et sa vision de ce que la société doit être.

## La prévention des conflits
Dans Addressing State Failure (2005), Krasner note que les États-Unis sont menacés par des États faibles de plus en plus interconnectés au système mondial. Il croit à la prévention des conflits et pense que les États-Unis et les ONG devraient s’investir prioritairement dans la stabilisation des « weak states » (États fragilisés). Il dégage trois étapes dans le processus de gestion de ces États fragilisés par des conflits (comme l’Irak) :
- 1. stabilisation
- 2. prise en compte des causes originelles du conflit
- 3. création de lois et institutions nécessaires à l’établissement d’une démocratie libérale.

## La souveraineté des États
Ses recherches dans le domaine de la souveraineté étatique lui ont fait prendre conscience que les règles qui la régissaient étaient souvent violées dans le cadre des relations internationales. Dans Sovereignty : Organized Hypocrisy (1999), il définit quatre manières dont on peut se référer à la souveraineté dans les relations internationales :
- la souveraineté légale (par laquelle un État reconnaît l’indépendance territoriale d’un autre État)
- la souveraineté d’interdépendance (qui est un mécanisme d’érosion de la souveraineté : la mondialisation entame la puissance souveraine des États)
- la souveraineté domestique (déterminée par les structures autoritaires de l’État et l’effectivité des contrôles à l’intérieur de l’État)
- la souveraineté westphalienne (qui reconnaît à l’État le droit de déterminer indépendamment ses propres structures autoritaires domestiques).

## Œuvre
Auteur
- Are Bureaucracies Important? (1972)
- Defending the National Interest: Raw Materials Investment and American Foreign Policy (1978)
- Structural Conflict: The Third World Against Global Liberalism (1985)
- Sovereignty: Organized Hypocrisy (1999)
- Addressing State Failure (2005)
- Power, the State, and Sovereignty (2009)

Directeur
- International Regimes (1983)
- Exploration and Contestation in the Study of World Politics (codirection, 1999)
- Problematic Sovereignty: Contested Rules and Political Possibilities (2001)